# Santificação do Nome de Deus
Kidush Hashem (do hebraico קידוש השם Santificação do Nome [de Deus]) é um preceito do Judaísmo que deve ser cumprido por todo judeu como expresso na Torá : "Para a santificar o Seu Nome" (Levítico 22:32). Consequentemente, o seu cumprimento envolve não trazer desonra ou vergonha ao nome de Deus (Chillul Hashem): "Nem a profanar o Seu Nome" (Levítico 22:32).
O martírio durante a persecução do imperador Adriano é chamado "Santificação do Nome" no Talmud babilónico,Trat. Berachot, 20a e Midrash Tehillim.
A alguns quilômetros do Mar Morto estão as ruínas de Massada, onde ocorreu um dos mais dramáticos episódios da história judaica. Foi lá que, no ano 73 desta Era, 960 judeus optaram pelo Kidush Hashem, a morte em santificação do Nome Divino, à submissão a Roma.
Ao compreender que os judeus de Massada viviam um dos últimos atos de sua epopeia, o líder Eleazar Ben Yair os reuniu. Disse-lhes não haver outra saída a não ser a morte Al Kidush Hashem, o suicídio para santificar o Nome do Eterno. "Antes morrer do que sermos escravizados por nossos inimigos. Deixaremos este mundo como homens livres", disse no discurso feito na última noite antes do ataque derradeiro.

## Ver
- Deus no judaísmo
- Halakhah
- Massada